# Corus pseudocaffer
Corus pseudocaffer är en skalbaggsart som först beskrevs av Stefan von Breuning 1936.  Corus pseudocaffer ingår i släktet Corus och familjen långhorningar.
Artens utbredningsområde är:
- Botswana.
- Malawi.
- Moçambique.

Inga underarter finns listade i Catalogue of Life.